# Schitu-Matei
Schitu-Matei – wieś w Rumunii, w okręgu Ardżesz, w gminie Ciofrângeni. W 2011 roku liczyła 150 mieszkańców.